# Toyo Shibata
Toyo Shibata (柴田トヨ Shibata Toyo?) (26 de junio de 1911 - 20 de enero de 2013) fue una poetisa japonesa. Su primera antología Kujikenaide ("No te desanimes"), publicada en 2009, ha vendido 1,58 millones de copias. En comparación, las ventas de libros de poesía de 10.000 se consideran exitosas en Japón. Su antología también encabezó Oricon como superventas de Japón. Originalmente fue autopublicado, pero al ver su éxito, la editorial Asuka Shinsha lo reeditó, con nuevas obras de arte, en 2010. Contiene 42 poemas. Después que el dolor de espalda obligó a Shibata a renunciar a su pasión de la danza clásica japonesa, volvió a escribir poesía a los 92 años, a sugerencia de su hijo Kenichi. A partir de 2011 empezó a escribir poemas para una segunda antología. Vivía sola en las afueras de Tokio, y era viuda.
Hubo un documental de televisión sobre Shibata en diciembre de 2010.
Shibata murió el 20 de enero de 2013, en un hogar de ancianos en Utsunomiya, al norte de Tokio. Tenía 101 años de edad.